# 拉里莫爾鎮區 (北達科他州大福克斯縣)
拉里莫爾鎮區（英語：Larimore Township）是位於美國北達科他州大福克斯縣的一個鎮區。

## 地方資料
拉里莫爾鎮區的面積為92.81平方千米，當中陸地面積為92.77平方千米，而水域面積為0.04平方千米。根據2020年美國人口普查的數據，當地共有人口103人，而人口密度為每平方千米1.11人。